# Oktjabrjuchov i Dekabrjuchov
Oktjabrjuchov i Dekabrjuchov (Октябрюхов и Декабрюхов) è un film del 1928 diretto da Aleksandra Smirnova-Iskander e Aleksej Smirnov.